# Trefacio
Trefacio ist ein nordwestspanischer Ort und eine Gemeinde (municipio) mit 165 Einwohnern (Stand: 2024) im Osten der Provinz Zamora der Autonomen Gemeinschaft Kastilien-León. Die Gemeinde besteht neben dem Hauptort Trefacio aus den Ortschaften Cerdillo, Murias und Villarino de Sanabria.

## Lage
Trefacio liegt in der kastilischen Hochebene in einer Höhe von etwa 970 m. Die Provinzhauptstadt Zamora ist etwa 110 Kilometer (Fahrtstrecke) in südöstlicher Richtung entfernt. Zahlreiche Berge befinden sich in der Gemeinde. Das Klima im Winter ist durchaus kalt, im Sommer dagegen warm bis heiß, Regen (1114 mm/Jahr) fällt verteilt übers ganze Jahr.

## Bevölkerungsentwicklung
| Jahr      | 1970 | 1981 | 1991 | 2001 | 2011 | 2021 |
| Einwohner | 501  | 327  | 258  | 239  | 186  | 186  |

## Sehenswürdigkeiten

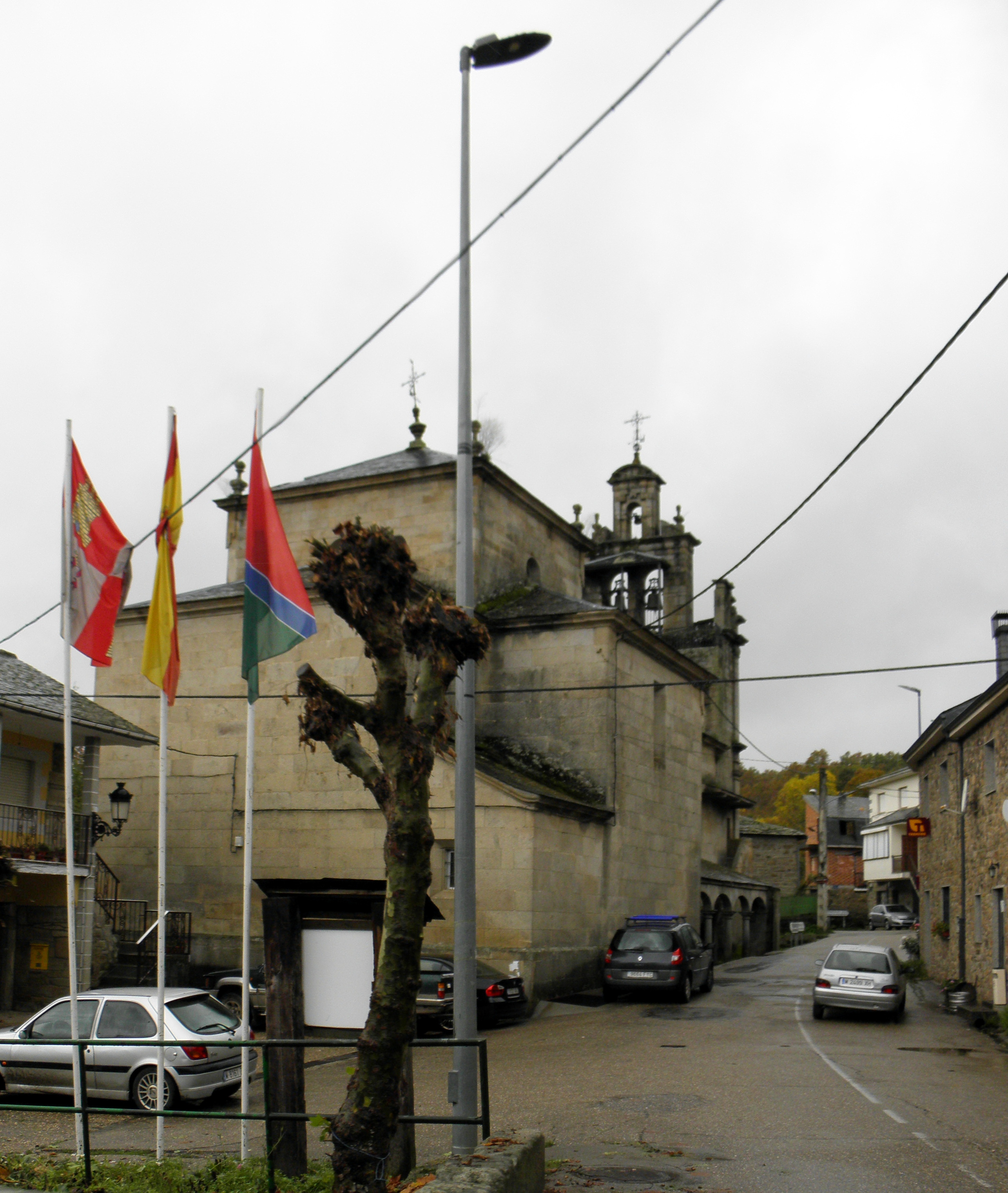
Mameskirche

- Mameskirche